# Acaso quieres venir
«Acaso quieres venir», también estilizado como ¿Acaso quieres venir?, fue el segundo sencillo del EP homónimo de Los Updates, el dúo electrónico compuesto por Jorge González y Loreto Otero, lanzado en 2007.

## Contexto y producción
Tras la segunda disolución de Los Prisioneros, Jorge González decidió radicarse en Ciudad de México junto a su entonces esposa, Loreto Otero, donde comenzaron a incursionar en la música electrónica a través del dúo Los Updates.
«Acaso quieres venir» fue lanzado como el segundo single de Jorge González EP, el primer EP de la banda.
En 2017 fue incluido en Antología, el segundo álbum recopilatorio de Jorge González.

## Estilo musical
La canción está marcada por un estilo minimalista, con una fuerte influencia del minimal techno y el house.La interpretación vocal de Jorge González se aleja de las posturas confrontacionales de sus épocas anteriores, para ofrecer un tono más calmado y relajado, acorde al estilo electrónico. La repetición en la estructura de la canción refuerza su carácter introspectivo y atmosférico.

## Letra
A diferencia de las letras más políticas y críticas de sus anteriores trabajos con Los Prisioneros, aquí González opta por un enfoque más personal, con un juego de palabras que refleja tanto deseo como incertidumbre:
Y si decides venir
Llévame un trozo de piel (en un plato)
Mucha potencia y calor

Entiendo que la resistes

## Versiones
En 2019, el cantante uruguayo-chileno Gonzalo Yáñez grabó su propia versión para el disco tributo Esta es para hacerte feliz.
En 2023, el cantante chileno Cristóbal Briceño versionó la canción para su disco Aurora.